# Scarabaeus karlwerneri
Scarabaeus karlwerneri là một loài bọ cánh cứng trong họ Bọ hung (Scarabaeidae).